# Gifty Oware-Aboagye
Gifty Oware Aboagye (sinh ngày 4 tháng 7 năm 1986) là một nữ chính trị gia Ghana và hiện là Phó Giám đốc Điều hành của Chương trình Dịch vụ Quốc gia tại Ghana. bà chịu trách nhiệm về Quản trị và Tài chính, giúp quản lý một đội ngũ nhân sự hàng năm khoảng 100.000 người.

## Tuổi thơ
Gifty được sinh ra cho Isaac Oware, một công nhân phát triển và Kate Donkor, một thương nhân dệt may ở Koforidua ở khu vực phía đông Ghana vào ngày 4 tháng 7 năm 1986. Gifty sống và được giáo dục sớm ở Koforidua.

## Giáo dục
Gifty đã học trung học tại Trường Trung học Ghana trước khi tiếp tục học KNUST nơi bà học Cử nhân Nghệ thuật Lịch sử. Gifty cũng có chứng chỉ sau đại học về Quản lý bầu cử dân chủ ở Châu Phi (MDeA) từ Đại học Nam Phi. Bà hiện đang học thạc sĩ quốc phòng và chính trị quốc tế tại Đại học chỉ huy và lực lượng vũ trang Ghana (GAFCSC)

## Sự nghiệp
Gifty bắt đầu sự nghiệp với tư cách là Giám đốc Tiếp thị và Sự kiện cho Reflects Marketing Plus tại Accra từ năm 2011 đến 2014. Năm 2014, bà gia nhập Viện Danquah, một tư duy chính trị được đặt theo tên của một trong những người cha sáng lập của Ghana, Tiến sĩ Joseph Boakye Danquah, tập trung vào đóng góp can đảm, giàu trí tưởng tượng và mang tính xây dựng để xây dựng và phát triển quốc gia, với mục đích nâng cao cuộc sống của mỗi công dân mỗi cá nhân . Trước khi được bổ nhiệm làm Phó Giám đốc Chương trình Dịch vụ Quốc gia, bà là Giám đốc Nghiên cứu và Quan hệ Truyền thông tại Viện.

## Chính trị
Gifty bắt đầu hoạt động chính trị tại KNUST nơi bà là thành viên tích cực của TESCON; cánh sinh viên của Đảng Yêu nước mới (NPP) và sau đó là Thành viên Điều hành.
bà ấy đã đi đầu trong việc lãnh đạo sinh viên tại KNUST và vươn lên từ Chủ tịch Hội đồng Độc lập để trở thành nữ đầu tiên tham gia tranh cử chức Chủ tịch Khoa Khoa học Xã hội.
Vào tháng 3 năm 2010, bà được bổ nhiệm làm Tổng thư ký phụ trách các vấn đề chính trị tại Phiên họp đầu tiên của Mô hình quốc tế Ghana của Liên hợp quốc.
Năm 2011, bà trở thành thành viên của nhóm truyền thông của Đảng Yêu nước mới. [1] bà cũng là thành viên cấp cao của nhóm áp lực chính trị, Let My Vote Count Alliance.
Gifty dự thi Ban tổ chức Thanh niên Quốc gia cho NPP năm 2014 nhưng không giành được ghế. [2]

## Giải thưởng và chứng nhận
Gifty là một người nhận của một tiến sĩ danh dự trong Xã hội học và Công tác Xã hội của Ngày Đại học mùa xuân Christian College Lauredale Florida cho sự cống hiến của mình để hoạt động xã hội và những nỗ lực nhằm thay đổi xã hội theo hướng tốt hơn.